# Геншлебен
Геншлебен (нім. Henschleben) — громада в Німеччині, розташована в землі Тюрингія. Входить до складу району Земмерда. Складова частина об'єднання громад Штраусфурт.
Площа — 7,00 км2. Населення становить Невірний параметр metadata 16 068 026 ос. (станом на 31 грудня 2021).

## Галерея

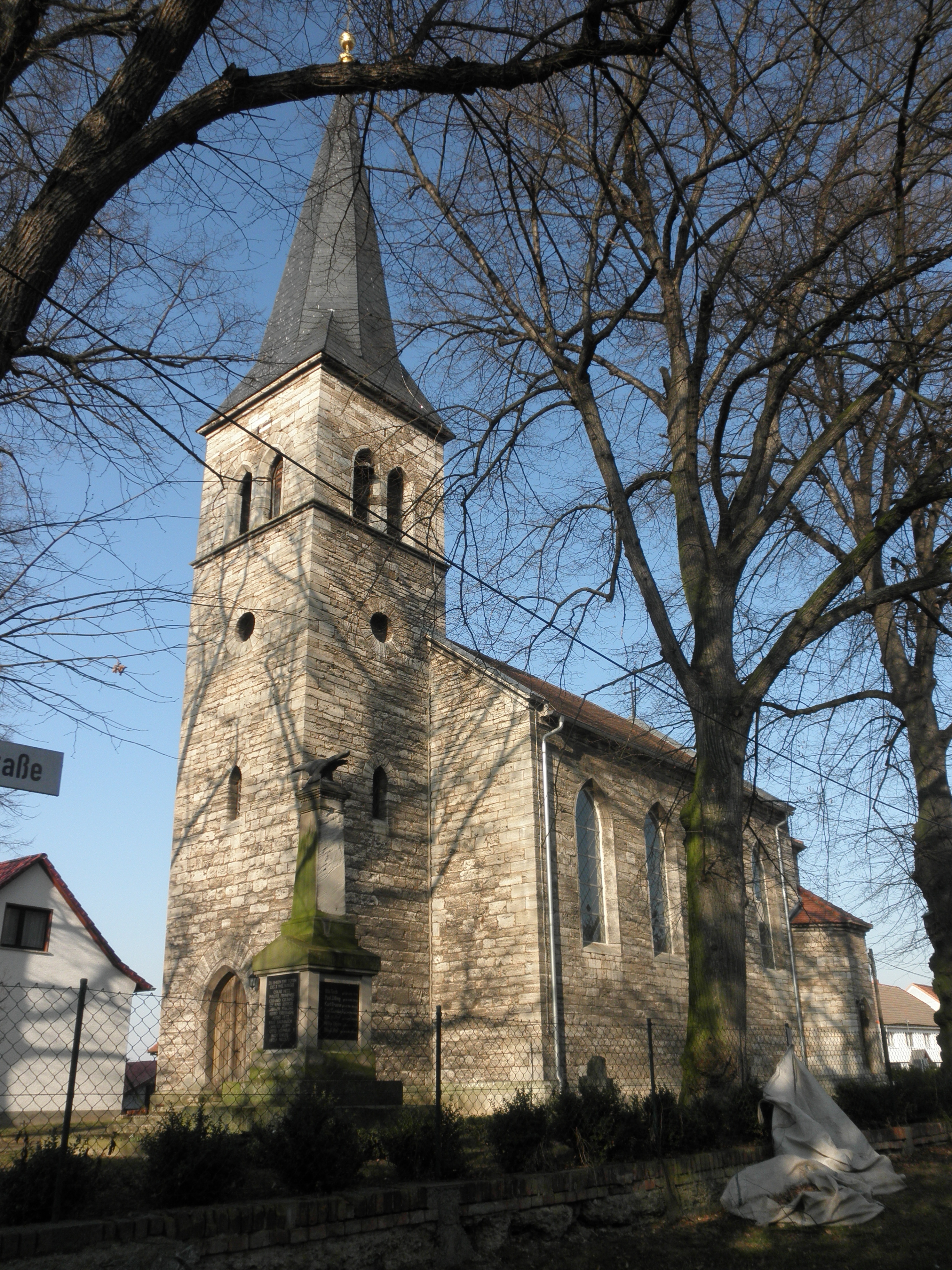